# Ensayos de penetración dinámica con registro continuo
Los ensayos de penetración dinámica con registro continuo son un tipo de penetrómetros dinámicos, empleados en la caracterización de un reconocimiento geotécnico de un terreno.
De los penetrómetros dinámicos, exceptuando el ensayo de penetración estándar o SPT, (que es un tipo de penetrómetro que se realiza exclusivamente en el interior de un sondeo y durante su ejecución), el resto, (DPSH, DPH, Borros y CPT), se consideran penetrómetros continuos, ya que proporcionan una medida continua de la resistencia a la penetración, desde la superficie hasta la profundidad máxima que se quiere alcanzar con el ensayo, o hasta obtener el rechazo a la hinca.
Consisten en hincar un elemento con punta generalmente cónica en el terreno, desde su superficie hasta la profundidad deseada o hasta alcanzar el rechazo, midiendo la energía necesaria para profundizar intervalos de longitud definida, siendo esta energía el número de impactos de una maza que se eleva a una altura determinada y se deja caer libremente.
A diferencia del conocido y generalizado ensayo SPT, que suele dar información más bien discreta y a intervalos muy espaciados, el CPT, DPSH, DPH, Borros son capaces de rendir información más confiable y a intervalos tan pequeños como de 20mm, lo que permite establecer perfiles precisos y evidenciar cambios pequeños que puedan ocurrir entre los estratos de suelos.
El Ensayo de Penetración de Cono, conocido como CPT, es un método versátil, rápido y preciso, empleado para la determinación de las propiedades del suelo pero que mediante añadidos es capaz de medir la presión del agua subterránea, así como otros parámetros de interés en el área de la Geotecnia. Es también conocido como ensayo de piezocono, CPTU, SCPT o SCPTU, dependiendo de si puede medir las presiones de poros o si incluye un módulo sísmico.

## Tipos de ensayos de penetración dinámica con registro continuo
Hay gran variedad de penetrómetros dinámicos, distinguiéndose en la forma y dimensiones del útil de penetración, el valor del intervalo o longitud de penetración, el peso de la maza, y la altura de caída libre.
- Prueba de cono Holandés, o CPT.
- Prueba de penetración dinámica superpesada, o DPSH.
- Prueba de penetración dinámica pesada, o DPH.
- Penetrómetro Borros.

En España, los penetrómetros dinámicos de registro continuo son el DPSH y el DPH.
El penetrómetro Borros, a pesar de no estar normalizado, ha sido siempre utilizado con gran profusión.
- Datos: Q5834098